# Semperit
Semperit AG Holding est une société industrielle autrichienne créée en 1824 dont le siège actuel est à Vienne. Elle est cotée à la Bourse de Vienne.

## Histoire
En 1824, le tailleur Johann Nepomuk Reithoffer pose les bases de l'entreprise actuelle avec un brevet pour les tissus imperméables. La première usine européenne de produits en caoutchouc est créée à Wimpassing im Schwarzatale en Basse-Autriche.
L’activité pneumatique de Semperit s’effondre à cause des crises pétrolières des années 1970. En 1985, la division pneumatiques est vendue à Continental AG. L'entreprise est restructurée et le potentiel de développement des produits techniques est accéléré. Ceci permet aussi le rachat d'une usine de tapis roulants à Argenteuil, en 1988, ce qui fait de Semperit le plus grand fournisseur de bandes transporteuses textiles en Europe.
Semperit se repositionne : des investissements sont réalisés dans une gamme de produits concentrée sur les gants, les tuyaux, les produits moulés et les bandes transporteuses.

## Sites de production
En Europe, Semperit est présent en Autriche, Allemagne, France, Hongrie, Pologne, République tchèque.
Semperit s'est implanté en Asie dès la fin des années 1980 et dispose désormais de sites de production en Chine, Inde, Singapour, Thaïlande et Indonésie.
Le groupe est également présent sur le continent américain avec des sites de production au Canada, Etats-Unis, Mexique et en Amérique du Sud.
Il est aussi implanté en Océanie avec un site de production en Australie.